# Abdastartos
Abdastartos (en fenici 𐤏𐤁𐤃𐤏𐤔𐤕𐤓𐤕 ’bd’štrt, que possiblement es pronunciava 'Abd-'Aixtart) va ser un rei de Tir, de l'any 927 aC al 918 aC aproximadament.
Era fill de Baal-Eser I i net d'Hiram I. Només es coneix d'Abdastartos el que en diu Flavi Josep, quan cita una Història perduda de Menandre d'Efes:
| « | Després de la mort d'Hiram, el seu fill Belezaros es va fer càrrec del regne. Va viure 47 anys i va regnar 17 anys. Després de la seva mort el va succeir el seu fill Abdastartos, que va viure vint-i-nou anys i en va regnar 9. Quatre fills de la seva dida van conspirar contra ell i el van matar. | » |

El fill més gran dels quatre, anomenat Astartos, va pujar al tron.